# 台北市立西松高級中学

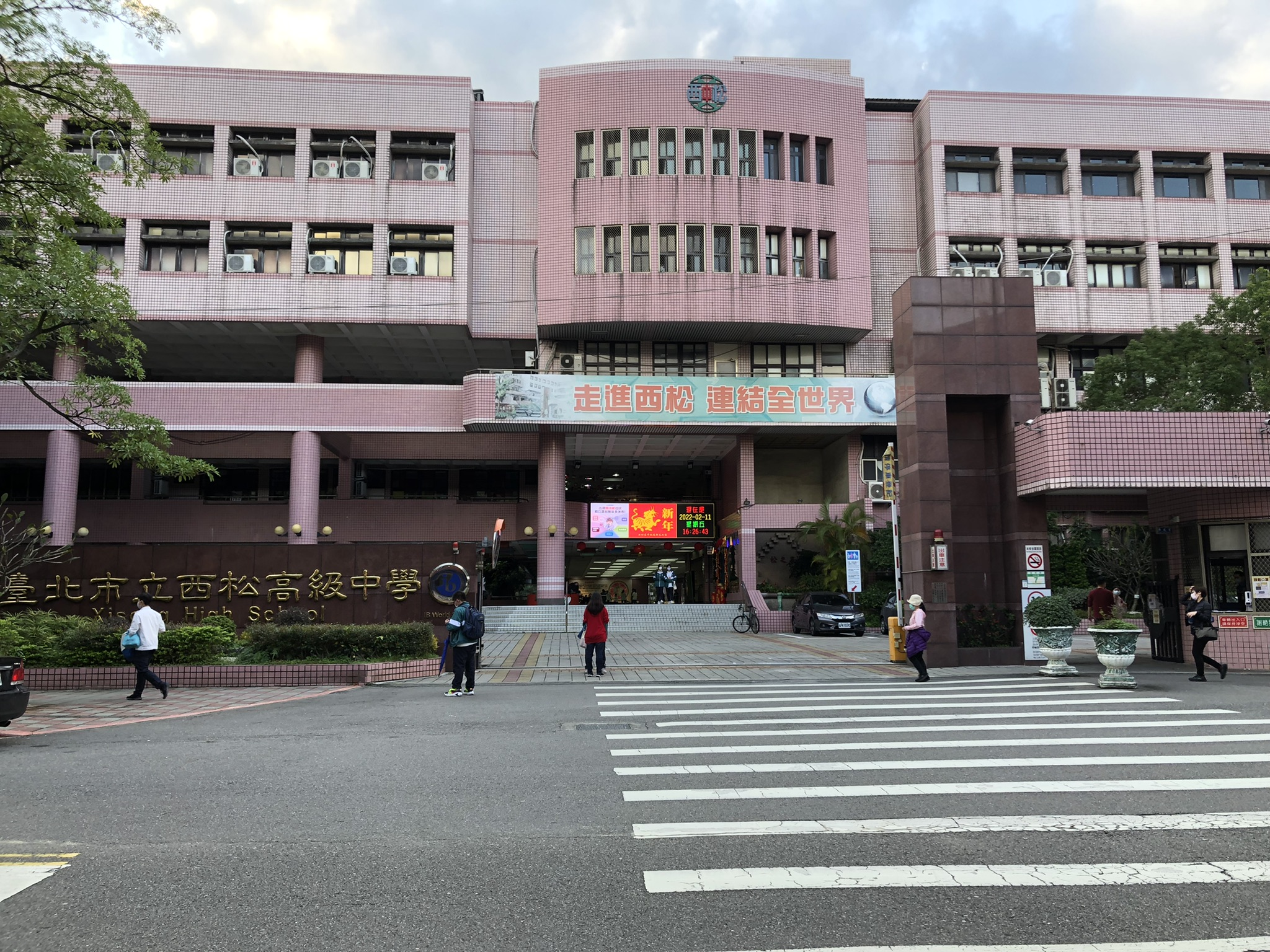
西松高級中学（2022年）

台北市立西松高級中学（せいしょう/シーソンこうきゅうちゅがく、ピンイン：Xīsōng、注音: ㄒㄧ ㄙㄨㄥ、Taipei Municipal Xisong Senior High School）は、台湾台北市にある全日制普通科高校。中等部として付属国民中学を併設している。

## 沿革
- 1957年7月 台北市立西松国民中学が開校
- 1960年 全国生活教育モデル校に指定される
- 1997年6月 区内健康路に校舎移転
- 1997年7月1日 台北市立西松高級中学と改称。6年一貫教育を実施
- 2002年8月1日 正式に開校

## 組織
- 高中部
  - 普通班
  - 心身障碍班
  - 英語階段班
- 付属国民中学
  - 普通班
  - 心身障碍班
  - 学習困難資源班

## 歴代校長
西松国民中学時代
1. 楊訓庭：1968年～1975年
2. 孫超 ：1975年～1978年
3. 蔡福珍：1978年～1982年
4. 郭明伝：1982年～1983年
5. 鄭美俐：1983年～1987年
6. 何文琴：1987年～1991年
7. 林石得：1991年～1997年

西松高級中学時代
1. 林石得：1997年～1999年
2. 周韞維：1999年～2005年
3. 陳総鎮：2005年～2009年
4. 羅美娥：2009年～

## 校歌
西松子弟 勤僕 敦品 励学 刻苦
中華道統良師護 國家棟樑能樹
憑欄遥望晴空 凌雲壯志填胸 絃歌一片
沐春風 長記我愛西松 長記我愛西松